# Gemeiner Schmutzbecherling
Der Gemeine Schmutzbecherling  (Bulgaria inquinans) ist eine Pilzart aus der Familie der Phacidiaceae und die einzige Art der Gattung der Schmutzbecherlinge (Bulgaria).

## Merkmale

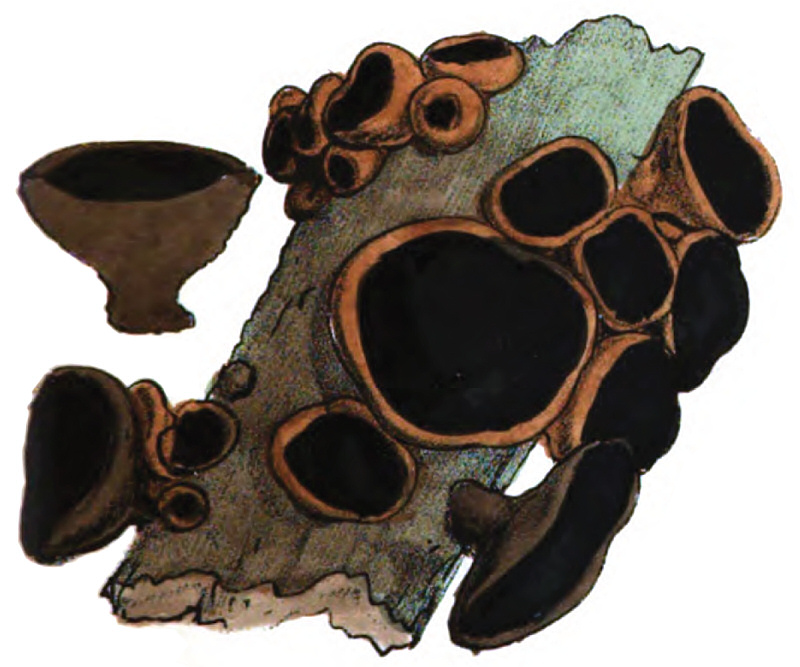
Farbtafel aus Miles Joseph Berkeleys Outlines of British fungology (1860)

Die Fruchtkörper des Gemeinen Schmutzbecherlings entsprechen zunächst kugelförmigen, später schüsselartig ausgebreiteten Apothecien mit einer braunen, im Alter schwarz werdenden und warzig-kleiigen Außenseite. Die fertile Innenseite ist glatt, feucht glänzend und im trockenen Zustand matt. Das schwarze Sporenpulver auf den Innenseiten reifer Fruchtkörper färbt die Finger beim Darüberstreichen dunkel – deshalb der deutsche Trivialname „Schmutzbecherling“. Anhand dieses Merkmals kann die Art leicht vom ähnlich aussehenden Stoppeligen Drüsling (Exidia glandulosa) mit weißem, quantitativ spärlicherem Sporenpulver unterschieden werden. Die Fruchtkörper des Gemeinen Schmutzbecherlings können an der Basis stielartig zusammengezogen sein. Feucht ist ihre Konsistenz gallertartig, bei Trockenheit hingegen hornartig hart. Bei wiederkehrender Feuchtigkeit quellen die Fruchtkörper wieder auf.

## Ökologie
Der Gemeine Schmutzbecherling ist ein saprobiontischer Rindenbewohner, der vor allem auf relativ frischen, liegenden Stämmen und Ästen von Eichen, seltener Esskastanie, Hainbuche und Ulme wächst. Seine Fruchtkörper erscheinen von September bis März.

## Bedeutung
Der Gemeine Schmutzbecherling ist nicht essbar, als Holzschädling tritt er nicht in Erscheinung.